# Glenea jeanneli
Glenea jeanneli é uma espécie de escaravelho da família Cerambycidae. Foi descrito por Stephan von Breuning em 1958.